# Tahit
Tahit – u Indian Tlingitów bóg podziemia przyjmujący zmarłych nagłą śmiercią. Decyduje także o płci dziecka oraz śmierci lub życiu położnic.